# Polygala argentinensis
Polygala argentinensis är en jungfrulinsväxtart som beskrevs av Chod.. Polygala argentinensis ingår i släktet jungfrulinssläktet, och familjen jungfrulinsväxter. Inga underarter finns listade i Catalogue of Life.